# Greklands mörka århundraden
Greklands mörka århundraden (omkring 1100–800 f.Kr.) är ett begrepp som regelbundet har använts för att hänvisa till den period av Greklands historia från den förmodade doriska invasionen och slutet av mykenska kulturen omkring år 1100 f.Kr., till de första tecknen på de grekiska stadsstaterna till 800-talet f.Kr.

## Kulturell nedgång
Arkeologiska bevis visar på ett utbrett sammanbrott av bronsålderns civilisation runt östra Medelhavet i början av perioden, eftersom de stora palatsen och städerna i Mykene förstördes eller övergavs. Runt denna tid hade den hettitiska civilisationen haft svåra problem och städer från Troja till Gaza hade förstörts. Efter kollapsen tyder färre och mindre bosättningar på svält och avfolkning. I Grekland hade användandet av Linear B för att skriva det grekiska språket upphört. Linear B var det skriftspråk som mykenska byråkrater använde sig av. Dekorationen på grekisk keramik efter omkring år 1100 f.Kr. saknar den figurativa utsmyckningen av mykenska föremål och är begränsad till enklare, allmänna geometriska stilar (1000-700 f.Kr.). Man har tidigare trott att all kontakt var förlorad mellan grekiska fastlandet och utländska makter under denna period, vilket gav begränsat kulturellt framåtskridande och tillväxt. Men artefakter från utgrävningarna i Lefkandi på den lelantinska slätten i Euboea visar att betydande kulturella och handelsförbindelser med öster, särskilt levantiska kusten, utvecklades från omkring 900 f.Kr. och framåt. Bevis har framkommit om den nya närvaron av grekisk kultur i sub-mykenska Cypern och den syriska kusten vid Al-Mina.

## Tekniska framsteg och nya erövringar
Under perioden gjordes avgörande tekniska framsteg. Den mykenska kulturen hade verktyg och vapen endast av brons. Nu lärde man sig att smälta och bearbeta järnet, och svärdet av järn ersatte svärdet av brons. Det starkare anfallsvapnet gjorde då en förstärkning av försvarsvapnen nödvändig. I stället för den mykenska tidens manshöga med läder överdragna träsköld trädde en oval lädersköld med bronsbeslag, vilken till följd av sin jämförelsevis betydliga tyngd var av mindre omfång och följaktligen lämnade krigarens smalben oskyddade. Dessa skyddades då först med läderdamasker, sedan genom benskenor av brons. Som ytterligare betäckning bar krigaren under sin sköld ett bronsbeslaget harnesk och en likadan gördel kring midjan. Det Egeiska havets kustinvånare blev genom denna beväpning överlägsna andra folk och kunde under de följande århundradena förvärva herraväldet över Medelhavet.

## Politisk omdaning
Uppkomsten av en privilegierad krigarklass ledde till att kungarnas envälde utmanades. Mannen av den privilegierade klassen ansåg sig stå på samma nivå som kungarna och gjorde på samma sätt som de anspråk på att härstamma från gudarna. Kungarna förmådde inte längre hävda sin höga maktställning. Visserligen blev fortfarande kungamakten beståndande, men kungen själv var numera inom adeln endast en like bland likar och vid alla viktiga regeringsåtgärder beroende av sitt råd, som bestod av huvudmännen för de adliga ätterna. Eftersom allting nu avgjordes genom debatter, blev det för en i samhället mera betydande man lika oumbärligt att ha ordet i sin makt som att kunna sköta vapnen.

## Religionen utvecklas
Föreställningarna om gudarna och det gudomliga började vid denna tid genomgå en reningsprocess. Man tänkte sig nu gudarna i rent mänsklig gestalt och de djur, som i den mykenska tidens tro hade sammanvuxit med de i mänsklig form framställda gudarna till blandningsgestalter, blev nu gudomens attribut. Athena föreställde man sig inte längre med ugglehuvud, men ugglan blev en fågel helgad åt henne. Samma antropomorfistiska uppfattning behärskade även föreställningarna om det gudomligas inre väsen. Man föreställde sig gudarna med alla mänskliga drifter och passioner, men med betydligt större makt och framför allt odödliga och i oförgänglig ungdomskraft, medan det för en tidigare periods tro inte var otänkbart att gudarna kunde dö.

### Fotnoter
1. 1 2  Hildebrand, Hans; Hjärne, Harald; Pflugk-Harttung, Julius von. ”166 (Världshistoria / Forntiden)”. runeberg.org. https://runeberg.org/vrldhist/1/0186.html. Läst 27 maj 2021.
2. ↑  Hildebrand, Hans; Hjärne, Harald; Pflugk-Harttung, Julius von. ”168 (Världshistoria / Forntiden)”. runeberg.org. https://runeberg.org/vrldhist/1/0188.html. Läst 27 maj 2021.